# محافظة كابو ديلغادو
محافظة كابو ديلغادو (بالإنجليزية: Cabo Delgado Province)‏ هي محافظة في موزمبيق، تتبع موزمبيق، عاصمتها بيمبا (موزمبيق)، تبلغ مساحتها 78٬778٫0 كيلومتر مربع.

## الموقع
تشترك في الحدود مع:
- محافظة نامبولا
- محافظة نياسا.